# Jackson Soloist

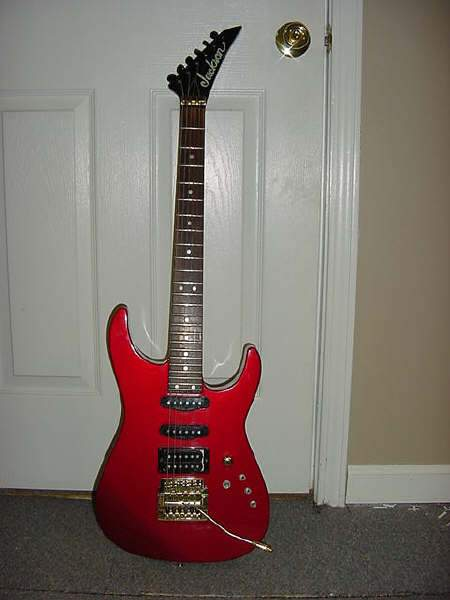
Jackson Soloist-gitarr.

Jackson Soloist är en serietillverkad elgitarr i superstrat-modell.
Den är alltså i grunden en Stratocaster men med skillnader som till exempel 24 band, Floyd Rose, genomgående hals och en lite kantigare kropp.
Jacksons Soloistmodeller har oftast 24 band, Floyd Rose Original, Seymour Duncan- eller EMG-pick-ups, genomgående hals, greppbräda i ebenholts och inlägg i form av Jacksons hajfenor. Liksom många andra gitarrer från Jacksons sortiment så har soloisten kropp i al, som är ett av de mest omtyckta gitarr-materialen enligt många. [källa behövs] Halsarna på soloist-modellerna är oftast ganska tunna för att kunna erbjuda gitarristen en lättspelad gitarr med många finesser.
Gitarrister som använder soloist-modeller är bl.a. Adrian Smith från Iron Maiden, även om hans signaturgitarr är baserad på en Jackson San Dimas-modell.